# Far Far Away
«Far Far Away» — пісня рок-гурту «Slade», яка з'явилася в альбомі «Slade in Flame». Вона була написана її фронтменом Нодді Голдером і бас-гітаристом Джимом Лі. Сингл був випущений в 1974 році і зайняв другу сходинку у Великій Британії, протримавшись 6 тижнів в чарті і 5 тижнів в топ-10.
Сингл був випущений для просування нового фільму під назвою «Slade in Flame». Сингл був спочатку випущений на 7" вінілі. Був повторно перевипущений в Німеччині в 1993 році на CD, а також на 7" вінілі.
Останнім часом, «Far Far Away» була обрана, щоб «Slade» повернулися в чарти Великої Британії через групу Facebook.
Як зазначено в біографії співака Нодді Голдера, «Far Far Away» залишається його улюбленою пісню «Slade».
Нодді спочатку придумав текст, стоячи на балконі з видом на річку Міссісіпі в Мемфісі. Джим сприяв створенню музики на вірші Гельдера.
У 1996 році Slade II виконав пісню живцем на невідомих європейських ТВ-шоу.
У 2009 році пісня була виконана на німецькому шоу Chart Show TV.
У 2011 році пісня була виконана в прямому ефірі на німецькому RSH Pop Awards Show, яке транслювалося на національному телеканалі.
В опитуванні Record Mirror на початку 1975 року пісня «Far Far Away» зайняла перше місце.
На початку 1986 року «Slade» Дейв Хілл казав в інтерв'ю: «Очевидно, що, коли ви знаходитесь в дорозі, ви пишете про дорогу, ви пишете про те, що відбувається».
Пісня була спочатку під назвою «Letting Loose Around The World».
Far Far Away звучить українською мовою в альбомі «60/70» гурту «Кам'яний Гість» та має назву «Там вдалині».
В 2006 Грурти Борщ та DVS (Death Valley Screamers) випустили спільний альом Far Away, головною піснею в якому стала пісня Far Far Away з частково українським і частково оригінальним текстом